# リノ (駆逐艦)
|          |                                                  |
| 艦歴     |                                                  |
| 発注     |                                                  |
| 起工     | 1918年7月4日                                     |
| 進水     | 1919年1月22日                                    |
| 就役     | 1920年7月23日                                    |
| 退役     | 1930年1月18日                                    |
| その後   | 1931年にスクラップとして売却                     |
| 除籍     | 1930年7月8日                                     |
| 性能諸元 |                                                  |
| 排水量   | 1,308トン                                        |
| 全長     | 314 ft 4 in (95.81 m)                            |
| 全幅     | 30 ft 11 in (9.42 m)                             |
| 吃水     | 9 ft 10 in (3 m)                                 |
| 機関     | ギアード・タービン                               |
| 最大速   | 33ノット (61 km/h)                               |
| 乗員     | 士官、兵員122名                                  |
| 兵装     | 4インチ砲4門 3インチ砲1門 21インチ魚雷発射管12門 |

リノ (USS Reno, DD-303) は、アメリカ海軍の駆逐艦。クレムソン級駆逐艦の1隻。艦名はウォルター・E・リノ中尉に因む。

## 艦歴
リノはカリフォルニア州サンフランシスコのベスレヘム造船で1918年7月4日に起工した。1919年1月22日にキャサリン・ボールドウィン・アンダーソンによって命名、進水、1920年7月23日に就役した。
就役後太平洋艦隊に配属されたリノは西海岸沿いに作戦活動を行い、1921年1月に転属、チリのバルパライソに向けて出航した。パルパライソから帰還すると西海岸での任務を再開し、ワシントンからカリフォルニア州南部の範囲で活動、時折ハワイやパナマ運河地帯への巡航を行った。1927年4月にキューバのグアンタナモ湾を訪れ、7月にはブリティッシュコロンビア州のプリンスルパートでカナダ独立60周年記念祭に参加した。
リノはサンディエゴで1930年1月18日に退役した。7月8日に除籍され、ロンドン海軍軍縮条約に基づき1931年にスクラップとして売却された。